# Ла Луна (Фиренца)
Ла Луна је насеље у Италији у округу Фиренца, региону Тоскана.
Према процени из 2011. у насељу је живело 217 становника. Насеље се налази на надморској висини од 143 м.